# Torneo Finalización 2010 (Colombia)
El Torneo Finalización 2010 fue la septuagésima segunda edición de la Categoría Primera A de fútbol profesional colombiano, siendo el segundo torneo de la temporada 2010. Comenzó a disputarse el 17 de julio y culminó el 19 de diciembre. El campeón defensor es el Junior que quedó eliminado en la fase todos contra todos.

## Sistema de juego
En la primera etapa se juegan 18 fechas bajo el sistema de todos contra todos, al término de los cuales los ocho primeros avanzan los cuadrangulares semifinales, divididos en dos grupos de cuatro equipos cada uno para enfrentarse entre sí. Los vencedores de cada zona clasificarán a la gran final y el ganador obtendrá el segundo título del año y un cupo a la Copa Libertadores 2011. Por ende, el torneo regresará al sistema de juego que se disputó en el Torneo Finalización 2009.

## Datos de los clubes
| Equipo                 | Entrenador          | Departamento       | Ciudad       | Estadio                        | Aforo  |
| ---------------------- | ------------------- | ------------------ | ------------ | ------------------------------ | ------ |
| América de Cali        | Álvaro Aponte       | Valle del Cauca    | Tuluá        | Doce de Octubre                | 16.000 |
| Atlético Huila         | Guillermo Berrío    | Huila              | Neiva        | Guillermo Plazas Alcid         | 27.000 |
| Atlético Nacional      | José Fernando Santa | Antioquia          | Medellín     | Atanasio Girardot              | 53.000 |
| Boyacá Chicó           | Alberto Gamero      | Boyacá             | Tunja        | De La Independencia            | 20.000 |
| Cortuluá               | Harold Morales      | Valle del Cauca    | Tuluá        | Doce de Octubre                | 16.000 |
| Cúcuta Deportivo       | Juan Carlos Díaz    | Norte de Santander | Cúcuta       | General Santander              | 45.000 |
| Deportes Quindío       | Fernando Castro     | Quindío            | Armenia      | Centenario                     | 29.000 |
| Deportes Tolima        | Hernán Torres       | Tolima             | Ibagué       | Manuel Murillo Toro            | 31.000 |
| Deportivo Cali         | Jaime de La Pava    | Valle del Cauca    | Palmira      | Estadio Deportivo Cali         | 52.000 |
| Deportivo Pereira      | Éinar Angulo        | Risaralda          | Cartago      | Alfonso López Pumarejo         | 7.000  |
| Envigado F. C.         | Pedro Sarmiento     | Antioquia          | Envigado     | Polideportivo Sur              | 12.000 |
| Ind. Medellín          | Édgar Carvajal      | Antioquia          | Medellín     | Atanasio Girardot              | 53.000 |
| Junior de Barranquilla | Diego Edison Umaña  | Atlántico          | Barranquilla | Metropolitano Roberto Meléndez | 60.000 |
| La Equidad             | Alexis García       | Bogotá, D. C.      | Bogotá       | Metropolitano de Techo         | 10.000 |
| Millonarios            | Richard Páez        | Bogotá, D. C.      | Bogotá       | Nemesio Camacho El Campín      | 46.018 |
| Once Caldas            | Juan Carlos Osorio  | Caldas             | Manizales    | Palogrande                     | 42.553 |
| Real Cartagena         | Hubert Bodhert      | Bolívar            | Cartagena    | Olímpico Jaime Morón León      | 25.000 |
| Independiente Santa Fe | Néstor Otero        | Bogotá, D. C.      | Bogotá       | Nemesio Camacho El Campín      | 46.018 |

## Cambios de entrenadores

### Pretemporada
| Club                   | Entrenador saliente          | Fecha de salida    | Reemplazado por     | Fecha de llegada    |
| ---------------------- | ---------------------------- | ------------------ | ------------------- | ------------------- |
| Deportivo Pereira      | Oscar Héctor Quintabani      | 16 de mayo de 2010 | Walter Aristizábal  | 17 de mayo de 2010  |
| Santa Fe               | Germán González              | 17 de mayo de 2010 | Néstor Otero        | 8 de junio de 2010  |
| Cortuluá               | Fernando Velasco             | 19 de mayo de 2010 | Fernando Valderrama | 16 de junio de 2010 |
| Independiente Medellín | Leonel Álvarez               | 25 de mayo de 2010 | Édgar Carvajal      | 27 de mayo de 2010  |
| Millonarios            | Diego Barragán Nilton Bernal | 2 de junio de 2010 | Richard Páez        | 2 de junio de 2010  |

### Temporada
| Club              | Entrenador saliente | Fecha de salida          | Reemplazado por  | Fecha de llegada      |
| ----------------- | ------------------- | ------------------------ | ---------------- | --------------------- |
| Envigado F. C.    | Rubén Darío Bedoya  | 29 de julio de 2010      | Pedro Sarmiento  | 30 de julio de 2010   |
| Deportivo Cali    | Jorge Cruz          | 16 de agosto de 2010     | Jaime de la Pava | 16 de agosto de 2010  |
| América de Cali   | Jorge Bermúdez      | 23 de agosto de 2010     | Álvaro Aponte    | 23 de agosto de 2010  |
| Deportivo Pereira | Walter Aristizábal  | 26 de septiembre de 2010 | Éinar Angulo     | 12 de octubre de 2010 |
| Cortuluá          | Fernando Valderrama | 30 de septiembre de 2010 | Harold Morales   | 1 de octubre de 2010  |

## Todos contra todos

### Clasificación
- Tabla de posiciones actualizada el 14 de noviembre de 2010.

| Pos | Equipo                 | Pts | PJ | G  | E  | P  | GF | GC | Dif |
| --- | ---------------------- | --- | -- | -- | -- | -- | -- | -- | --- |
| 1.  | Deportes Tolima        | 36  | 18 | 11 | 3  | 4  | 35 | 15 | 20  |
| 2.  | Once Caldas            | 36  | 18 | 11 | 3  | 4  | 34 | 26 | 8   |
| 3.  | Independiente Santa Fe | 35  | 18 | 10 | 5  | 3  | 26 | 13 | 13  |
| 4.  | Atlético Nacional      | 33  | 18 | 10 | 3  | 5  | 25 | 23 | 2   |
| 5.  | Deportes Quindío       | 31  | 18 | 9  | 4  | 5  | 25 | 20 | 5   |
| 6.  | Atlético Huila         | 30  | 18 | 8  | 6  | 4  | 28 | 24 | 4   |
| 7.  | Cúcuta Deportivo       | 28  | 18 | 8  | 4  | 6  | 24 | 18 | 6   |
| 8.  | La Equidad             | 28  | 18 | 8  | 4  | 6  | 23 | 23 | 0   |
| 9.  | Deportivo Cali         | 26  | 18 | 6  | 8  | 4  | 31 | 23 | 8   |
| 10. | América de Cali        | 25  | 18 | 7  | 4  | 7  | 25 | 23 | 2   |
| 11. | Independiente Medellín | 24  | 18 | 5  | 9  | 4  | 22 | 22 | 0   |
| 12. | Millonarios            | 22  | 18 | 6  | 4  | 8  | 25 | 25 | 0   |
| 13. | Boyacá Chicó           | 21  | 18 | 5  | 6  | 7  | 16 | 26 | -10 |
| 14. | Atlético Junior        | 16  | 18 | 2  | 10 | 6  | 21 | 28 | -7  |
| 15. | Real Cartagena         | 15  | 18 | 3  | 6  | 9  | 17 | 29 | -12 |
| 16. | Cortuluá               | 13  | 18 | 3  | 4  | 11 | 14 | 30 | -16 |
| 17. | Deportivo Pereira      | 9   | 18 | 0  | 9  | 9  | 12 | 22 | -10 |
| 18. | Envigado F. C.         | 9   | 18 | 1  | 6  | 11 | 19 | 32 | -13 |

 Pts=Puntos; PJ=Partidos jugados; G=Partidos ganados; E=Partidos empatados; P=Partidos perdidos; GF=Goles a favor; GC=Goles en contra; Dif=Diferencia de gol
|  | Clasificado para los cuadrangulares semifinales.  |
|  | Descendido a la Categoría Primera B por promedio. |

### Resultados
- Los horarios corresponden a la hora de Colombia (UTC-5)

Nota: Los estadios de local están sujetos a modificación debido a las reformas previstas para la Copa Mundial de Fútbol Sub-20 de 2011. Los horarios y partidos de televisión se definen la semana previa a cada jornada.

| sab   | 18:30 | RCN        | El Campín               | Santa Fe          | 2 - 0 | Independiente Medellín |
| sab   | 20:30 | Telmex-Une | Jaime Morón León        | Junior            | 2 - 1 | Deportivo Pereira      |
| dom   | 15:30 | Telmex-Une | Guillermo Plazas Alcid  | Atlético Huila    | 1 - 1 | América de Cali        |
| dom   | 15:30 | No         | De La Independencia     | Boyacá Chicó      | 1 - 0 | Cortuluá               |
| dom   | 15:30 | No         | General Santander       | Cúcuta Deportivo  | 2 - 0 | Envigado F. C.         |
| dom   | 15:30 | No         | Alfonso López (Cartago) | Deportes Quindío  | 1 - 0 | La Equidad             |
| dom   | 15:30 | No         | El Vergel (Riosucio)    | Once Caldas       | 2 - 1 | Real Cartagena         |
| dom   | 17:00 | RCN        | Estadio Deportivo Cali  | Deportivo Cali    | 1 - 1 | Deportes Tolima        |
| 20/10 | 20:30 | Telmex-Une | Atanasio Girardot       | Atlético Nacional | 2 - 1 | Millonarios            |

| sab  | 18:30 | RCN        | El Campín                     | Millonarios            | 1 - 0 | Deportivo Cali    |
| sab  | 20:30 | Telmex-Une | Polideportivo Sur             | Envigado F. C.         | 1 - 2 | Once Caldas       |
| dom  | 15:30 | RCN        | Metropolitano de Techo        | La Equidad             | 1 - 0 | Junior            |
| dom  | 15:30 | No         | Manuel Murillo Toro           | Deportes Tolima        | 2 - 0 | Deportes Quindío  |
| dom  | 15:30 | No         | Alfonso López (Cartago)       | Deportivo Pereira      | 1 - 2 | Cúcuta Deportivo  |
| dom  | 15:30 | No         | Doce de Octubre               | Cortuluá               | 1 - 1 | Atlético Huila    |
| dom  | 15:30 | No         | Jaime Morón León              | Real Cartagena         | 0 - 0 | Boyacá Chicó      |
| dom  | 17:00 | Telmex-Une | Luis A. Duque Peña (Girardot) | América de Cali        | 1 - 2 | Santa Fe          |
| 29/9 | 20:00 | Telmex-Une | Atanasio Girardot             | Independiente Medellín | 1 - 2 | Atlético Nacional |

| sab  | 18:30 | RCN        | Estadio Deportivo Cali          | Deportivo Cali         | 3 - 1 | Atlético Nacional |
| sab  | 20:30 | Telmex-Une | El Campín                       | Santa Fe               | 3 - 0 | Cortuluá          |
| dom  | 15:30 | Telmex-Une | Atanasio Girardot               | Independiente Medellín | 1 - 0 | América de Cali   |
| dom  | 15:30 | No         | Romelio Martínez (Barranquilla) | Junior                 | 1 - 1 | Deportes Tolima   |
| dom  | 15:30 | No         | Guillermo Plazas Alcid          | Huila                  | 2 - 1 | Real Cartagena    |
| dom  | 15:30 | No         | De La Independencia             | Boyacá Chicó           | 2 - 1 | Envigado F. C.    |
| dom  | 15:30 | No         | Alfonso López (Cartago)         | Deportes Quindío       | 3 - 2 | Millonarios       |
| dom  | 17:00 | RCN        | General Santander               | Cúcuta Deportivo       | 2 - 0 | La Equidad        |
| 29/9 | 20:00 | No         | Palogrande                      | Once Caldas            | 1 - 0 | Deportivo Pereira |

| vie | 21:30 | Telmex-Une | Metropolitano de Techo  | La Equidad        | 4 - 2 | Once Caldas            |
| sab | 18:30 | RCN        | Estadio Deportivo Cali  | Deportivo Cali    | 0 - 0 | Independiente Medellín |
| sab | 20:30 | Telmex-Une | Atanasio Girardot       | Atlético Nacional | 1 - 0 | Quindío                |
| dom | 15:30 | Telmex-Une | Jaime Morón León        | Cartagena         | 2 - 2 | Santa Fe               |
| dom | 15:30 | No         | Manuel Murillo Toro     | Tolima            | 1 - 0 | Cúcuta                 |
| dom | 15:30 | No         | Alfonso López (Cartago) | Pereira           | 2 - 2 | Boyacá Chicó           |
| dom | 15:30 | No         | Doce de Octubre         | Cortuluá          | 1 - 2 | América de Cali        |
| dom | 15:30 | No         | Polideportivo Sur       | Envigado          | 0 - 1 | Huila                  |
| dom | 17:00 | RCN        | El Campín               | Millonarios       | 1 - 1 | Junior                 |

| vie | 20:30 | Telmex-Une | El Campín                      | Santa Fe        | 1 - 0 | Envigado          |
| sab | 18:30 | RCN        | General Santander              | Cúcuta          | 2 - 1 | Millonarios       |
| sab | 20:30 | Telmex-Une | Guillermo Plazas Alcid         | Huila           | 3 - 2 | Pereira           |
| dom | 15:30 | Telmex-Une | Atanasio Girardot              | Medellín        | 2 - 1 | Cortuluá          |
| dom | 15:30 | No         | De La Independencia            | Boyacá Chicó    | 0 - 0 | La Equidad        |
| dom | 15:30 | No         | El Verbel                      | Once Caldas     | 1 - 3 | Tolima            |
| dom | 17:00 | RCN        | Doce de Octubre                | América de Cali | 0 - 2 | Cartagena         |
| lun | 10:00 | No         | Alfonso López (Cartago)        | Quindío         | 2 - 0 | Deportivo Cali    |
| 8/9 | 20:30 | Telmex-Une | Metropolitano Roberto Meléndez | Junior          | 4 - 2 | Atlético Nacional |

| sab | 15:00 | Telmex-Une | Alfonso López (Cartago) | Quindío           | 1 - 1 | Independiente Medellín |
| sab | 18:30 | RCN        | Estadio Deportivo Cali  | Deportivo Cali    | 2 - 2 | Junior                 |
| sab | 20:30 | Telmex-Une | Atanasio Girardot       | Atlético Nacional | 1 - 0 | Cúcuta                 |
| dom | 15:30 | Telmex-Une | Alfonso López (Cartago) | Pereira           | 0 - 1 | Santa Fe               |
| dom | 15:30 | No         | Manuel Murillo Toro     | Tolima            | 3 - 1 | Boyacá Chicó           |
| dom | 15:30 | No         | Metropolitano de Techo  | La Equidad        | 4 - 1 | Huila                  |
| dom | 15:30 | No         | Jaime Morón León        | Cartagena         | 1 - 0 | Cortuluá               |
| dom | 15:30 | No         | Polideportivo Sur       | Envigado          | 1 - 3 | América de Cali        |
| dom | 17:00 | RCN        | El Campín               | Millonarios       | 1 - 2 | Once Caldas            |

| sab  | 16:30 | Telmex-Une | Guillermo Plazas Alcid         | Huila                  | 3 - 1 | Tolima            |
| sab  | 18:45 | Telmex-Une | Doce de Octubre                | América de Cali        | 1 - 1 | Pereira           |
| sab  | 18:20 | RCN        | Metropolitano de Techo         | Once Caldas            | 2 - 3 | Atlético Nacional |
| sab  | 21:00 | Telmex-Une | Atanasio Girardot              | Independiente Medellín | 1 - 1 | Cartagena         |
| dom  | 15:30 | Telmex-Une | El Campín                      | Santa Fe               | 0 - 1 | La Equidad        |
| dom  | 15:30 | No         | Doce de Octubre                | Cortuluá               | 2 - 1 | Envigado          |
| dom  | 15:30 | No         | Metropolitano Roberto Meléndez | Junior                 | 0 - 2 | Quindío           |
| dom  | 17:00 | RCN        | General Santander              | Cúcuta                 | 2 - 1 | Deportivo Cali    |
| 30/9 | 21:00 | Telmex-Une | De La Independencia            | Boyacá Chicó           | 1 - 1 | Millonarios       |

| vie | 20:30 | Telmex-Une | Metropolitano de Techo         | La Equidad        | 0 - 2 | América de Cali        |
| sab | 18:20 | RCN        | Manuel Murillo Toro            | Tolima            | 1 - 2 | Santa Fe               |
| sab | 20:30 | Telmex-Une | Atanasio Girardot              | Atlético Nacional | 2 - 0 | Boyacá Chicó           |
| dom | 15:30 | RCN        | Metropolitano Roberto Meléndez | Junior            | 1 - 1 | Independiente Medellín |
| dom | 15:30 | No         | Centenario                     | Quindío           | 1 - 0 | Cúcuta                 |
| dom | 15:30 | No         | Estadio Deportivo Cali         | Deportivo Cali    | 5 - 3 | Once Caldas            |
| dom | 15:30 | No         | Alfonso López (Cartago)        | Pereira           | 0 - 0 | Cortuluá               |
| dom | 15:30 | No         | Polideportivo Sur              | Envigado          | 2 - 1 | Cartagena              |
| dom | 17:00 | Telmex-Une | Metropolitano de Techo         | Millonarios       | 1 - 2 | Huila                  |

| vie | 21:30 | No         | Doce de Octubre         | Cortuluá          | 2 - 1 | Quindío                |
| vie | 21:30 | Telmex-Une | Manuel Murillo Toro     | Tolima            | 3 - 0 | Huila                  |
| sab | 18:30 | RCN        | El Campín               | Millonarios       | 0 - 0 | Santa Fe               |
| sab | 19:30 | No         | Polideportivo Sur       | Envigado          | 1 - 1 | Cúcuta                 |
| sab | 21:30 | Telmex-Une | Jaime Morón León        | Cartagena         | 1 - 1 | Junior                 |
| dom | 15:30 | Telmex-Une | Atanasio Girardot       | Atlético Nacional | 1 - 0 | Independiente Medellín |
| dom | 15:30 | No         | Alfonso López (Cartago) | Pereira           | 0 - 0 | Once Caldas            |
| dom | 15:30 | No         | Metropolitano de Techo  | La Equidad        | 1 - 1 | Boyacá Chicó           |
| dom | 17:00 | RCN        | Doce de Octubre         | América de Cali   | 1 - 2 | Deportivo Cali         |

| sab | 17:00 | Telmex-Une | Atanasio Girardot      | Independiente Medellín | 2 - 2 | Envigado          |
| sab | 18:30 | RCN        | Guillermo Plazas Alcid | Huila                  | 2 - 2 | Atlético Nacional |
| sab | 19:15 | Telmex-Une | Doce de Octubre        | América de Cali        | 1 - 0 | Tolima            |
| dom | 15:30 | Telmex-Une | General Santander      | Cúcuta                 | 3 - 3 | Junior            |
| dom | 15:30 | No         | Jaime Morón León       | Cartagena              | 1 - 0 | Pereira           |
| dom | 15:30 | No         | Doce de Octubre        | Cortuluá               | 2 - 2 | La Equidad        |
| dom | 15:30 | No         | De La Independencia    | Boyacá Chicó           | 1 - 0 | Deportivo Cali    |
| dom | 15:30 | No         | Palogrande             | Once Caldas            | 4 - 2 | Quindío           |
| dom | 17:00 | RCN        | El Campín              | Santa Fe               | 2 - 0 | Millonarios       |

| sab | 14:45 | No         | Manuel Murillo Toro            | Tolima            | 3 - 0 | Cortuluá        |
| sab | 17:00 | Telmex-Une | Metropolitano Roberto Meléndez | Junior            | 2 - 2 | Once Caldas     |
| sab | 18:30 | RCN        | El Campín                      | Millonarios       | 2 - 0 | América de Cali |
| sab | 19:15 | Telmex-Une | General Santander              | Cúcuta            | 1 - 2 | Medellín        |
| dom | 15:30 | Telmex-Une | Estadio Deportivo Cali         | Deportivo Cali    | 0 - 0 | Huila           |
| dom | 15:30 | No         | Centenario                     | Quindío           | 2 - 1 | Boyacá Chicó    |
| dom | 15:30 | No         | Metropolitano de Techo         | La Equidad        | 2 - 1 | Cartagena       |
| dom | 15:30 | No         | Alfonso López (Cartago)        | Pereira           | 1 - 1 | Envigado        |
| dom | 17:00 | RCN        | Atanasio Girardot              | Atlético Nacional | 0 - 1 | Santa Fe        |

| sab | 17:00 | Telmex-Une | El Campín              | Santa Fe               | 1 - 1 | Deportivo Cali    |
| sab | 18:30 | RCN        | Doce de Octubre        | América de Cali        | 2 - 0 | Atlético Nacional |
| sab | 19:15 | Telmex-Une | Palogrande             | Once Caldas            | 1 - 0 | Cúcuta            |
| dom | 15:30 | Telmex-Une | Atanasio Girardot      | Independiente Medellín | 1 - 1 | Pereira           |
| dom | 15:30 | No         | Polideportivo Sur      | Envigado               | 1 - 2 | La Equidad        |
| dom | 15:30 | No         | Jaime Morón León       | Cartagena              | 1 - 4 | Tolima            |
| dom | 15:30 | No         | Guillermo Plazas Alcid | Huila                  | 1 - 0 | Quindío           |
| dom | 15:30 | No         | De La Independencia    | Boyacá Chicó           | 1 - 0 | Junior            |
| dom | 17:00 | RCN        | Doce de Octubre        | Cortuluá               | 1 - 2 | Millonarios       |

| vie | 20:00 | No         | Manuel Murillo Toro            | Tolima            | 2 - 0 | Envigado               |
| sab | 17:00 | Telmex-Une | El Campín                      | Millonarios       | 4 - 0 | Cartagena              |
| sab | 18:30 | RCN        | Palogrande                     | Once Caldas       | 2 - 1 | Independiente Medellín |
| sab | 19:15 | Telmex-Une | Centenario                     | Quindío           | 3 - 2 | Santa Fe               |
| dom | 15:30 | Telmex-Une | Atanasio Girardot              | Atlético Nacional | 2 - 1 | Cortuluá               |
| dom | 15:30 | Une        | Metropolitano de Techo         | La Equidad        | 2 - 0 | Pereira                |
| dom | 15:30 | No         | General Santander              | Cúcuta            | 2 - 0 | Boyacá Chicó           |
| dom | 15:30 | No         | Metropolitano Roberto Meléndez | Junior            | 1 - 1 | Huila                  |
| dom | 17:00 | RCN        | Estadio Deportivo Cali         | Deportivo Cali    | 6 - 3 | América de Cali        |

| sab | 17:00 | No         | Centenario (Armenia)   | Pereira                | 1 - 2 | Tolima            |
| sab | 17:00 | Telmex-Une | Jaime Morón León       | Cartagena              | 1 - 2 | Atlético Nacional |
| sab | 18:30 | RCN        | Doce de Octubre        | América de Cali        | 1 - 1 | Quindío           |
| sab | 19:15 | Telmex-Une | Polideportivo Sur      | Envigado               | 1 - 2 | Millonarios       |
| dom | 15:30 | Telmex-Une | Atanasio Girardot      | Independiente Medellín | 1 - 1 | La Equidad        |
| dom | 15:30 | No         | Doce de Octubre        | Cortuluá               | 1 - 1 | Deportivo Cali    |
| dom | 15:30 | No         | Guillermo Plazas Alcid | Huila                  | 4 - 1 | Cúcuta            |
| dom | 15:30 | No         | De La Independencia    | Boyacá Chicó           | 0 - 1 | Once Caldas       |
| dom | 17:00 | RCN        | El Campín              | Santa Fe               | 2 - 0 | Junior            |

| vie | 21:00 | Telmex-Une | Manuel Murillo Toro            | Tolima            | 3 - 0 | La Equidad             |
| sab | 17:00 | Telmex-Une | Atanasio Girardot              | Atlético Nacional | 1 - 1 | Envigado               |
| sab | 18:30 | RCN        | Metropolitano Roberto Meléndez | Junior            | 0 - 2 | América de Cali        |
| sab | 19:15 | Telmex-Une | Estadio Deportivo Cali         | Deportivo Cali    | 3 - 1 | Cartagena              |
| dom | 15:30 | Telmex-Une | El Campín                      | Millonarios       | 2 - 1 | Pereira                |
| dom | 15:30 | No         | De La Independencia            | Boyacá Chicó      | 3 - 3 | Independiente Medellín |
| dom | 15:30 | No         | Palogrande                     | Once Caldas       | 2 - 1 | Huila                  |
| dom | 15:30 | No         | Centenario                     | Quindío           | 2 - 0 | Cortuluá               |
| dom | 17:00 | RCN        | General Santander              | Cúcuta            | 1 - 1 | Santa Fe               |

| vie | 21:00 | Telmex-Une | Atanasio Girardot            | Medellín        | 1 - 0 | Tolima            |
| sab | 17:00 | Telmex-Une | Centenario (Armenia)         | Pereira         | 0 - 0 | Atlético Nacional |
| sab | 18:30 | RCN        | Metropolitano de Techo       | La Equidad      | 2 - 0 | Millonarios       |
| sab | 19:15 | Telmex-Une | Guillermo Plazas Alcid       | Huila           | 4 - 0 | Boyacá Chicó      |
| dom | 15:30 | Telmex-Une | Alfonso López (Cartago)      | América de Cali | 0 - 0 | Cúcuta            |
| dom | 15:30 | No         | Polideportivo Sur            | Envigado        | 2 - 2 | Deportivo Cali    |
| dom | 15:30 | No         | Diego de Carvajal (Magangué) | Cartagena       | 1 - 1 | Quindío           |
| dom | 15:30 | No         | Doce de Octubre              | Cortuluá        | 2 - 0 | Junior            |
| dom | 17:00 | RCN        | El Campín                    | Santa Fe        | 1 - 1 | Once Caldas       |

| sab | 17:00 | Telmex-Une | De La Independencia            | Boyacá Chicó      | 2 - 0 | Santa Fe               |
| sab | 18:20 | RCN        | Palogrande                     | Once Caldas       | 3 - 1 | América de Cali        |
| sab | 19:15 | Telmex-Une | El Campín                      | Millonarios       | 2 - 2 | Tolima                 |
| dom | 15:30 | Telmex-Une | Estadio Deportivo Cali         | Deportivo Cali    | 1 - 1 | Pereira                |
| dom | 15:30 | No         | Guillermo Plazas Alcid         | Huila             | 1 - 1 | Independiente Medellín |
| dom | 15:30 | No         | General Santander              | Cúcuta            | 3 - 0 | Cortuluá               |
| dom | 15:30 | No         | Metropolitano Roberto Meléndez | Junior            | 1 - 1 | Cartagena              |
| dom | 15:30 | No         | Centenario                     | Quindío           | 3 - 2 | Envigado               |
| dom | 17:00 | RCN        | Atanasio Girardot              | Atlético Nacional | 3 - 1 | La Equidad             |

| sab | 15:15 | No         | Alfonso López (Cartago)      | Pereira         | 0 - 0 | Quindío           |
| sab | 18:30 | RCN        | El Campín                    | Santa Fe        | 3 - 0 | Huila             |
| dom | 15:30 | RCN        | Metropolitano de Techo       | La Equidad      | 0 - 3 | Deportivo Cali    |
| dom | 15:30 | Telmex-Une | Manuel Murillo Toro          | Tolima          | 3 - 0 | Atlético Nacional |
| dom | 15:30 | Telmex-Une | Diego de Carvajal (Magangué) | Cartagena       | 0 - 2 | Cúcuta            |
| dom | 15:30 | No         | Atanasio Girardot            | Medellín        | 3 - 2 | Millonarios       |
| dom | 15:30 | No         | Polideportivo Sur            | Envigado        | 2 - 2 | Junior            |
| dom | 15:30 | No         | Doce de Octubre              | Cortuluá        | 0 - 3 | Once Caldas       |
| dom | 15:30 | No         | Alfonso López (Cartago)      | América de Cali | 4 - 0 | Boyacá Chicó      |

## Cuadrangulares semifinales
La segunda fase del Torneo Finalización 2010 consiste en los cuadrangulares semifinales. Estos los disputarán los ocho mejores equipos del torneo distribuidos en dos grupos de cuatro equipos. Los dos primeros de la fase todos contra todos serán cabeza de los grupos A y B, respectivamente, mientras que los seis restantes entrarán en sorteo entre sí según su posición para integrar los dos grupos. El sorteo se llevó a cabo en las instalaciones del Canal RCN el lunes 15 de noviembre Los ganadores de cada grupo de los cuadrangulares se enfrentarán en la gran final para definir al campeón. Como novedad, se estrenó el uso del nuevo balón Tuchín.

### Grupo A
| Pos | Equipo                 | Pts | PJ | PG | PE | PP | GF | GC | Dif |
| --- | ---------------------- | --- | -- | -- | -- | -- | -- | -- | --- |
| 1.  | Deportes Tolima        | 11  | 6  | 3  | 2  | 1  | 11 | 9  | 2   |
| 2.  | Independiente Santa Fe | 10  | 6  | 3  | 1  | 2  | 8  | 6  | 2   |
| 3.  | Atlético Huila         | 7   | 6  | 2  | 1  | 3  | 9  | 10 | -1  |
| 4.  | La Equidad             | 5   | 6  | 1  | 2  | 3  | 4  | 7  | -3  |

 Pts=Puntos; PJ=Partidos jugados; G=Partidos ganados; E=Partidos empatados; P=Partidos perdidos; GF=Goles a favor; GC=Goles en contra; Dif=Diferencia de gol
| sab | 18:30 | RCN        | Manuel Murillo Toro    | Tolima     | 2 - 2 | Santa Fe |
| sab | 20:30 | Telmex-Une | Metropolitano de Techo | La Equidad | 0 - 0 | Huila    |

| mie | 20:30 | Telmex-Une | El Campín              | Santa Fe | 3 - 1 | La Equidad |
| mie | 20:30 | No         | Guillermo Plazas Alcid | Huila    | 2 - 3 | Tolima     |

| sab | 18:30 | RCN        | El Campín           | Santa Fe | 2 - 1 | Huila      |
| sab | 20:30 | Telmex-Une | Manuel Murillo Toro | Tolima   | 1 - 1 | La Equidad |

| sab | 18:30 | RCN        | Guillermo Plazas Alcid | Huila      | 1 - 0 | Santa Fe |
| sab | 20:30 | Telmex-Une | Metropolitano de Techo | La Equidad | 1 - 0 | Tolima   |

| mie | 15:00 | RCN        | Metropolitano de Techo | La Equidad | 0 - 1 | Santa Fe |
| mie | 15:00 | Telmex-Une | Manuel Murillo Toro    | Tolima     | 4 - 3 | Huila    |

| dom | 17:00 | RCN        | El Campín              | Santa Fe | 0 - 1 | Tolima     |
| dom | 17:00 | Telmex-Une | Guillermo Plazas Alcid | Huila    | 2 - 1 | La Equidad |

### Grupo B
| Pos | Equipo            | Pts | PJ | PG | PE | PP | GF | GC | Dif |
| --- | ----------------- | --- | -- | -- | -- | -- | -- | -- | --- |
| 1.  | Once Caldas       | 13  | 6  | 4  | 1  | 1  | 14 | 7  | 7   |
| 2.  | Cúcuta Deportivo  | 9   | 6  | 2  | 3  | 1  | 7  | 6  | 1   |
| 3.  | Deportes Quindío  | 6   | 6  | 2  | 0  | 4  | 7  | 12 | -5  |
| 4.  | Atlético Nacional | 5   | 6  | 1  | 2  | 3  | 9  | 12 | -3  |

 Pts=Puntos; PJ=Partidos jugados; G=Partidos ganados; E=Partidos empatados; P=Partidos perdidos; GF=Goles a favor; GC=Goles en contra; Dif=Diferencia de gol
| dom | 15:30 | Telmex-Une | Atanasio Girardot | Atlético Nacional | 1 - 2 | Quindío |
| dom | 17:00 | RCN        | Palogrande        | Once Caldas       | 0 - 0 | Cúcuta  |

| jue | 20:30 | No         | Centenario        | Quindío | 1 - 3 | Once Caldas       |
| jue | 20:30 | Telmex-Une | General Santander | Cúcuta  | 2 - 2 | Atlético Nacional |

| dom | 15:30 | Telmex-Une | Centenario        | Quindío           | 2 - 1 | Cúcuta      |
| dom | 17:00 | RCN        | Atanasio Girardot | Atlético Nacional | 1 - 3 | Once Caldas |

| dom | 15:30 | Telmex-Une | Palogrande        | Once Caldas | 3 - 2 | Atlético Nacional |
| dom | 17:00 | RCN        | General Santander | Cúcuta      | 1 - 0 | Quindío           |

| mie | 17:00 | RCN        | Palogrande        | Once Caldas       | 4 - 1 | Quindío |
| mie | 17:00 | Telmex-Une | Atanasio Girardot | Atlético Nacional | 1 - 1 | Cúcuta  |

| dom | 15:00 | No         | Centenario        | Quindío | 1 - 2 | Atlético Nacional |
| dom | 15:00 | Telmex-Une | General Santander | Cúcuta  | 2 - 1 | Once Caldas       |

## Final
| 15 de diciembre de 2010, 21:00 | Deportes Tolima                     | 2:1 (1:1) | Once Caldas  | Estadio Manuel Murillo Toro, Ibagué                           |                                                               |
|                                | A. Henríquez 35' · R. Marangoni 48' | Reporte   | D. Moreno 7' | Asistencia: 30.000 espectadores Árbitro(s): Oscar Julian Ruiz | Asistencia: 30.000 espectadores Árbitro(s): Oscar Julian Ruiz |

| 19 de diciembre de 2010, 17:00 | Once Caldas                                    | 3:1 (1:0) | Deportes Tolima | Estadio Palogrande, Manizales                             |                                                           |
|                                | J. Castrillon 45' · F, Uribe 53' · W. Mena 76' | Reporte   | D. Aguilar 86'  | Asistencia: 28.678 espectadores Árbitro(s): Wilmar Roldán | Asistencia: 28.678 espectadores Árbitro(s): Wilmar Roldán |

|                                |
| Bandera de Colombia            |
| Campeón Once Caldas 4.º título |

## Goleadores
En este año hubo un empate entre los goldeadores Wilder Medina, del Deportes Tolima, y Dayro Moreno, del Once Caldas. En este caso el ganador fue Dayro Moreno por haber jugado menos minutos a lo largo del campeonato. El botin de oro fue para Dayro Moreno
- Actualizado el 19 de diciembre de 2010.[34]

| Jugador           | Equipo                 | Goles |
| ----------------- | ---------------------- | ----- |
| Wilder Medina     | Deportes Tolima        | 16    |
| Dayro Moreno      | Once Caldas            | 16    |
| Wilson Carpintero | Cúcuta Deportivo       | 14    |
| Fernando Uribe    | Once Caldas            | 13    |
| Martín Morel      | Deportivo Cali         | 11    |
| Carlos Rodas      | Deportes Quindío       | 10    |
| Jorge Perlaza     | Deportes Tolima        | 10    |
| Yovanny Arrechea  | Millonarios            | 10    |
| Luis Carlos Arias | Independiente Medellín | 9     |
| Léider Preciado   | Deportes Quindío       | 8     |

## Clasificación a torneos internacionales
| Clasificado como | Copa Libertadores 2011 | Copa Sudamericana 2011 |
| ---------------- | ---------------------- | ---------------------- |
| Colombia 1       | Junior                 | Santa Fe               |
| Colombia 2       | Once Caldas            | La Equidad             |
| Colombia 3       | Deportes Tolima        | Deportivo Cali         |

## Cambios de categoría
| Ascendido a la Primera A | Descendido a la Primera B |
| ------------------------ | ------------------------- |
| Itagüí Ditaires          | Cortuluá                  |